# Race Rock Light
Race Rock Light es un faro situado en el arrecife de Race Rock, un peligroso conjunto de rocas en Long Island Sound, al suroeste de Fishers Island del estado de Nueva York, siendo lugar de muchos naufragios. Actualmente es propiedad de la New London Maritime Society y se encarga de su mantenimiento como parte del programa de la Ley Nacional de Preservación de Faros Históricos.
Race Rock Light fue construido entre 1871 y 1978 y diseñado por Francis Hopkinson Smith (1838-1915). Es un excelente ejemplo de ingeniería y diseño del siglo XIX. Los enormes cimientos de mampostería en el arrecife tardaron siete años en completarse, pero la estructura de piedra, las dependencias del guardián y la torre se construyeron en sólo nueve meses una vez que los cimientos estaban asegurados. El faro tiene una lente de Fresnel de cuarto orden en una torre que se eleva 20 metros por encima de la línea de flotación. La Guardia Costera de Estados Unidos automatizó la luz en 1978.
El faro de Race Rock fue incluido en el Registro Nacional de Lugares Históricos en 2005.

## Historia
El faro de Race Rock se encuentra en el estrecho de Long Island, a 8 millas (13 km) de New London (Connecticut), en la desembocadura del Race, donde las aguas del estrecho se precipitan en ambos sentidos con gran velocidad y fuerza. En 1837, se habían perdido ocho barcos en 8 años en el arrecife de Race Point.
En 1838, el Congreso de los Estados Unidos asignó 3 000 dólares para un faro en Race Rock, pero el dinero nunca se gastó. En 1852, la Junta del Faro informó: "Se han hecho varios esfuerzos y se han gastado numerosas asignaciones para intentar colocar una marca eficiente y permanente en este punto. Las boyas no pueden mantenerse en él, y los husos sólo han permanecido hasta la ruptura del hielo en la primavera".
La construcción de los cimientos de la escollera comenzó en abril de 1871. En total, se utilizaron 10 000 toneladas de granito en los cimientos. La Junta informó en 1872 que los costes de construcción eran tan elevados que "no se podía pagar más que el rellano y el enrocado de los cimientos, y dos hileras del muelle". El Congreso asignó otros 75 000 dólares en 1873, y el faro se completó con un coste total de 278 716 dólares.
La cornisa sobre la que está construido el faro está bajo el agua y a tres cuartas millas del arrecife de Race Point. Se hizo aproximadamente a nivel con pequeñas piedras rotas y escollera. Sobre ella se colocó una masa de hormigón escalonada circularmente, de 9 pies (2,7 metros) de espesor, construida en cuatro capas concéntricas. Para formar las capas de hormigón se utilizaron bandas cilíndricas de hierro de media pulgada. La superficie superior del hormigón está a 200 mm por encima de la bajamar media y soporta un muelle cónico de 9,1 m de altura, 17 m de diámetro en la base y coronado por un saliente de 17 m de diámetro. El muelle está hecho de mampostería pesada respaldada por hormigón y contiene cisternas y bodegas.
El muelle está coronado por una vivienda de granito, siendo la torre de luz ascendiente desde su frente. Toda la estructura está rodeada y protegida por escollera. La torre es cuadrada en la base y octogonal en la parte superior; lleva una luz eléctrica alterna de cuarto orden, que se eleva 67 pies (20 m) sobre el nivel del mar y 45 pies (14 m) sobre la tierra, y es visible a 14 millas náuticas (26 km) en el mar.
Se añadió al Registro Nacional de Lugares Históricos en 2005 como Race Rock Light Station. En junio de 2011, la Administración de Servicios Generales puso la Race Rock Light a disposición de organizaciones públicas dispuestas a preservarlas sin coste alguno como parte del programa de la Ley Nacional de Preservación de Faros Históricos. La sociedad marítima de New London se hizo con la propiedad de Race Rock y de otros dos faros que marcan la aproximación a New London (Connecticut).